# ヴワワ
ヴワワ（Vwawa）はタンザニアの町である。ソングウェ州の州都である。

## 経済
町の周辺は農業が主要な産業であり、豆、トウモロコシ、キャッサバ、コーヒーが栽培されている。

## 交通

### 鉄道
- タンザン鉄道 ヴワワ駅

### 道路
- A104 トゥンドゥマ（Tunduma） - ヴワワ - ムベヤ - イリンガ - ドドマ - コンドア（Kondoa） - アルーシャ - ナマンガ（Namanga）